# Clupeocharax schoutedeni
Clupeocharax schoutedeni es una especie de peces de la familia Alestiidae en el orden de los Characiformes. Es la única especie del género Clupeocharax.

## Morfología
Los machos pueden llegar alcanzar los 25 cm de longitud total.

## Hábitat
Es un pez de agua dulce y de clima tropical (22 °C-27 °C).

## Distribución geográfica
Se encuentran en África: República Democrática del Congo.